# De prediking op het Meer van Galilea (naar Jan Brueghel (I))
De prediking op het Meer van Galilea is een schilderij naar Jan Brueghel (I) in het Rijksmuseum in Amsterdam.

## Toeschrijving en datering
Het schilderij is rechtsonder gemonogrammeerd ‘j B’. Het werd aanvankelijk toegeschreven aan Jan Brueghel de Oude zelf. Vanaf 1903 wordt het gezien als een kopie. Het mogelijke origineel is gedateerd 1597. De kopie in het Rijksmuseum moet dus van na dat jaar dateren.

## Herkomst
Het werk werd op 10 oktober 1808 door Johan Frederik Willem van Spaen van Biljoen geschonken aan het Koninklijk Museum, de voorloper van het Rijksmuseum Amsterdam.